# Cecilie Mathorne
Cecilie Mathorne er en dansk triatlet og speaker.

## Privat
Cecilie Mathorne er sygeplejerske og driver en konsulentvirksomhed indenfor sport og sundhed.

## Speaker
Eventspeaker Eremitageløbet, Ironman, DGI, Challenge family, Challenge Herning (triatlon), Berlingske Media, Karresbæksminde tritahlon, Herlev Triathlon Thor Beach Triatlon, Frederiksværk Stålmand.

## Triatlon
Cecilie har dyrket triatlon siden april 2013 og to måneder efter opstarten vandt hun Challenge Århus og blev nummer syv samlet blandt de professionelle. To måneder senere deltog Cecilie i sin første ironman i København, som indebar 3,8 km svømning på åbent vand, 180 km. cykling og slutteligt 42,19 km løb. Cecilie løb sig til en samlet 13. plads blandt kvinderne, blev nr. 2 i aldersgruppen 54 sekunder fra 1. pladsen, og fik sølv ved Danmarks Mesterskabet. Efter World Championship på Hawaii den 12. oktober placeredes hun som den 18. bedste i verden.

### Sportslige resultater

#### 2019
- Ironman 70.3 Dubai, #4 plads
- Ironman Lanzarote, #4 plads
- Ironman Copenhagen, #1 plads
- Ironman 70.3 World Championship, Nice
- Ironman World Championship, Kona Hawaii.

#### 2018
- Ironman 70.3 Marbella #6. plads
- Ironman Nice, #5 plads
- Ironman Copenhagen, #3 plads

#### 2017
- DM tri serien, Næstved #4. plads i AG 18-39 år

#### 2016
- ingen stævner*
- cykelstyrt i Mijas bjergene i sydspanien resulterer i et længere skadesperiode

#### 2015
- Malaga halvmarathon
- Herlev Triathlon OL-distance – #1
- 70.3 Ironman Mallorca – #2 i AG
- Islev triathlon sprint – #2
- Ironman European Championship Frankfurt – #2 i AG
- Ironman Copenhagen – #1 i AG ny PR 9:46:00
- Ironman 70.3 World Championsship, Zell am See, Austria
- Ironman World Championship Kona – #5 i AG 10.22.24 – #37 gender rank
- Ironman All World Athlete program Global world ranking #1

#### 2014
- VM Halvmarathon – 01:27:28 #15
- Powerman Sprint (duathlon) – 01:06: #1 overall
- Ironman 70.3 Mallorca – 04:54: #1 AG (25-29)
- Ironman European Championship Frankfurt – 09:46: #1 overall age group, samlet
- Bellevue Olympisk Triathlon – 02:21: #1 overall
- Brøndby Kvindetri #1
- VM Hawaii – 10.23.43 #5 AG # 47 overall

#### 2013
- BT Halvmarathon – 1.35
- Challenge Århus (halv ironman) 05:07: – #1 overall age group, samlet 7. plads
- Ironman Copenhagen 09:57:33 – #2 age group (25-29), samlet 13. plads
- Go Epic (halv ironman) 04:46: – #3 overall
- Ironman World Championship Kona 10:28: – #18 age group (25-29)